# Epidichostates molossus
Epidichostates molossus är en skalbaggsart som först beskrevs av Duvivier 1892.  Epidichostates molossus ingår i släktet Epidichostates och familjen långhorningar.
Artens utbredningsområde är:
- Gabon.
- Kenya.
- Togo.

Inga underarter finns listade i Catalogue of Life.